# 新潟県道586号水原亀田線
新潟県道586号水原亀田線（にいがたけんどう586ごう すいばらかめだせん）は、新潟県阿賀野市から新潟市江南区に至る一般県道である。

## 概要
阿賀野市水原地区南部の分田地域から京ヶ瀬地区を経由して、新潟市江南区亀田地区に至る。横越地区中心部の区間には横雲通り（おううんどおり）の愛称が付与されている。
このうち京ヶ瀬地区の下黒瀬から亀田地区内の区間については1995年（平成7年）、国道49号横雲バイパスの開通に伴い、北蒲原郡京ヶ瀬村大字下黒瀬 - 中蒲原郡横越村大字横越（いずれも当時）間の横雲橋を経由する旧区間が県道に指定変更された際に指定された。2004年（平成16年）3月18日、同バイパスの全通に伴って横越交差点 - 曙町二丁目交差点間が追加指定され、一部区間が変更された。
さらに2006年（平成18年）3月31日、阿賀野市道と新潟市道が追加指定された。この区間は2024年（令和6年）9月2日に経路変更され、国道49号水原バイパスの旧道処分に伴い、水原バイパス・百津 - 下黒瀬間に並行する旧道の大野交差点 - 窪川原交差点間と阿賀野市分田 - 大野交差点を編入した。このうち、阿賀野市分田 - 学校町交差点は新潟県道255号新関水原停車場線と、阿賀野市分田 - 同市中潟は新潟県道27号新潟安田線、土橋交差点 - 大野交差点は国道49号・国道459号、北本町交差点 - 安野町交差点は国道460号とそれぞれ重複する。水原亀田線旧道は阿賀野市道窪川原上黒瀬線、新潟市道横越1-552号線、阿賀野市道堀越京ヶ瀬工業団地線となった。

### 路線データ
- 起点：阿賀野市堀越（上堀越交差点、国道49号交点）
- 終点：新潟市江南区曙町二丁目（曙町二丁目交差点、国道49号交点）

## 路線状況

### 通称
- 横雲通り（横雲橋西詰交差点 - 川根町四丁目（ - 袋津交差点））
- 亀田バイパス（横雲バイパス開通前の旧国道区間・袋津交差点 - 曙町二丁目交差点）

### 重複区間
- 新潟県道27号新潟安田線（阿賀野市分田 - 同市中潟）
- 新潟県道255号新関水原停車場線（阿賀野市分田 - 同市岡山町・学校町交差点）
- 国道49号・国道459号（阿賀野市土橋・土橋交差点 - 同市市野山・大野交差点）・（阿賀野市窪川原・窪川原交差点 - 同市上黒瀬・道の駅あがの交差点）
- 国道460号（阿賀野市北本町・北本町交差点 - 阿賀野市安野町・安野町交差点）

### 道路施設

#### 橋梁
- 小里橋（安野川、阿賀野市）：62.8 m
- 横雲橋（阿賀野川、阿賀野市 - 新潟市江南区）：905.1 m
- 用水堀橋（新潟市江南区）：8.1 m

### 交通量
2010年度（平成22年度道路交通センサスより）
平日24時間交通量（台）
| 地点                       | 台数  |
| -------------------------- | ----- |
| 阿賀野市嘉瀬島             | 8,093 |
| 新潟市江南区横越中央五丁目 | 5,812 |

## 地理

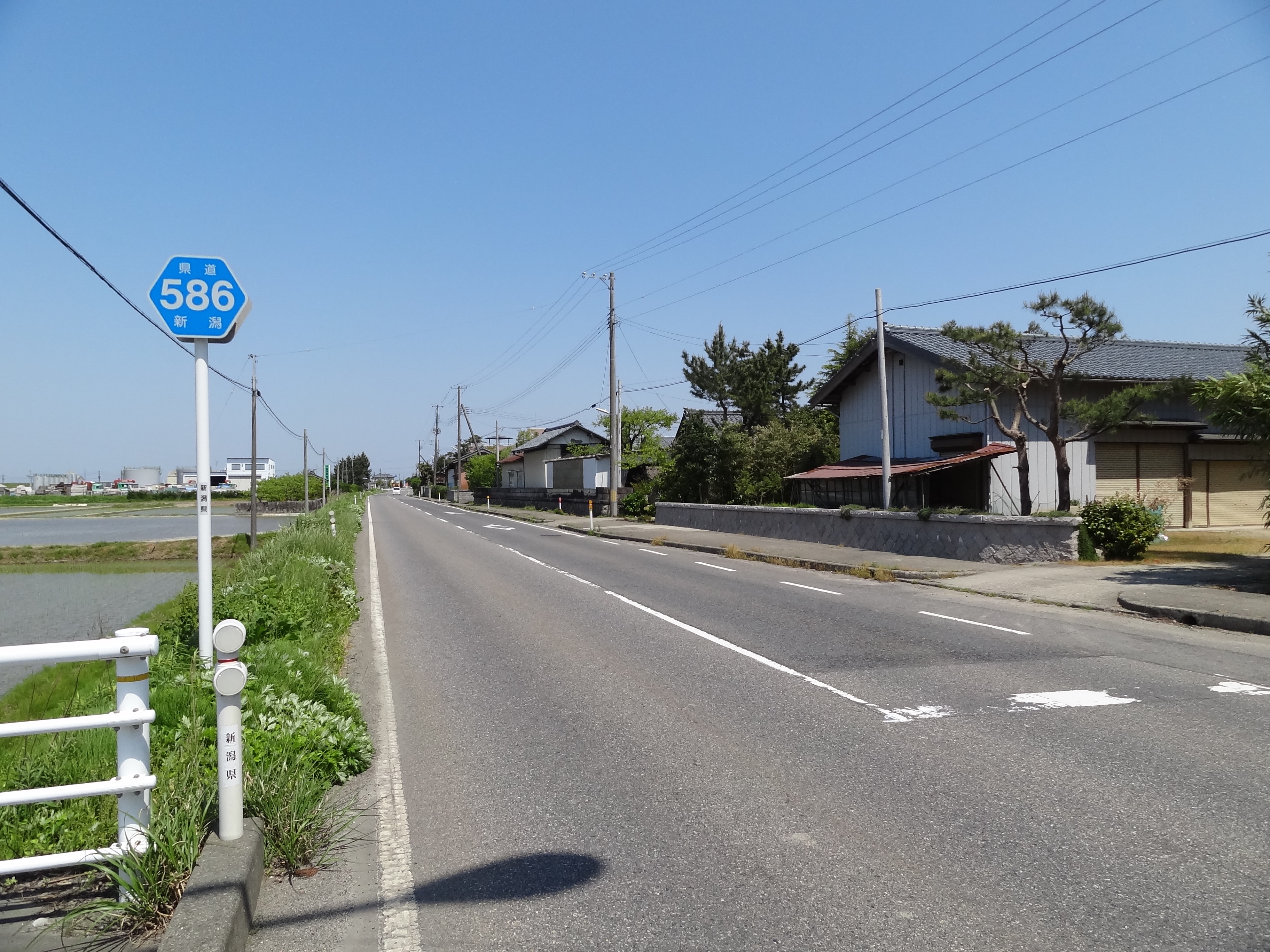
阿賀野市下黒瀬付近

### 通過する自治体
- 新潟県
  - 阿賀野市 - 新潟市（江南区）

### 交差する道路
| 交差する道路                                                                   | 市町村名 | 市町村名 | 交差する場所  | 交差する場所            |
| ------------------------------------------------------------------------------ | -------- | -------- | ------------- | ----------------------- |
| 国道49号・国道459号                                                            | 阿賀野市 | 阿賀野市 | 堀越          | 上堀越交差点 / 起点     |
| 国道49号・国道459号 / 水原バイパス                                             | 阿賀野市 | 阿賀野市 |               |                         |
| 新潟県道27号新潟安田線 重複区間起点 新潟県道255号新関水原停車場線 重複区間起点 | 阿賀野市 | 阿賀野市 | 分田          |                         |
| 新潟県道27号新潟安田線 重複区間終点                                            | 阿賀野市 | 阿賀野市 | 中潟          |                         |
| 国道49号・国道459号 重複区間起点 / 水原バイパス                                | 阿賀野市 | 阿賀野市 | 土橋          | 土橋交差点              |
| 国道49号 ・国道459号重複区間終点                                               | 阿賀野市 | 阿賀野市 | 市野山        | 大野交差点              |
| 新潟県道255号新関水原停車場線 重複区間終点 新潟県道470号大室水原線             | 阿賀野市 | 阿賀野市 | 岡山町        | 学校町交差点            |
| 新潟県道271号水原出湯線 新潟県道303号水原停車場線                              | 阿賀野市 | 阿賀野市 | 中央町        | 瓢湖入口交差点          |
| 国道460号 重複区間起点                                                         | 阿賀野市 | 阿賀野市 | 北本町        | 北本町交差点            |
| 国道460号 重複区間終点 新潟県道15号新潟長浦水原線                              | 阿賀野市 | 阿賀野市 | 安野町        | 安野町交差点            |
| 新潟県道27号新潟安田線                                                         | 阿賀野市 | 阿賀野市 | 姥ヶ橋        | 姥ヶ橋交差点            |
| 国道49号・国道459号 重複区間起点 / 水原バイパス                                | 阿賀野市 | 阿賀野市 | 窪川原        | 窪川原交差点            |
| 国道49号・国道459号 重複区間終点 / 横雲バイパス                                | 阿賀野市 | 阿賀野市 | 下黒瀬        | 道の駅あがの交差点      |
| 新潟県道17号新潟村松三川線                                                     | 新潟市   | 江南区   | 横越          | 横雲橋交差点            |
| 新潟県道4号新潟港横越線 / 赤道                                                 | 新潟市   | 江南区   | 横越中央6丁目 |                         |
| 新潟県道46号新潟中央環状線                                                     | 新潟市   | 江南区   | 曙町5丁目     |                         |
| 新潟市道新明町袋津線（旧国道49号）                                             | 新潟市   | 江南区   | 曙町3丁目     | 袋津交差点              |
| 国道49号・国道459号 / 亀田バイパス                                             | 新潟市   | 江南区   | 曙町2丁目     | 曙町二丁目交差点 / 終点 |

### 交差する鉄道
- 羽越本線

### 沿線
- 道の駅あがの